# Căuiești
Căuiești – wieś w Rumunii, w okręgu Gałacz, w gminie Drăgușeni. W 2011 roku liczyła 527 mieszkańców.